# 周振東武舉人宅遺蹟
24°45′02″N 121°42′04″E / 24.750539°N 121.701118°E
周振東武舉人宅遺蹟，位為臺灣宜蘭縣員山鄉湖東村宜19線旁，原為同治年間興建的四合院，1961年在波密拉颱風後只存殘牆及一座銃樓，今列縣定古蹟。

## 由來
周振東家族來臺祖周頂，在清朝時從漳州府平和縣下寨社霞山渡海先遷至三貂堡溪尾寮庄（今新北市雙溪區泰平里）。清代嘉慶年間以降，員山鄉湖東村、湖北村、湖西村、逸仙村在內的大湖地區因有宜蘭河上游大湖溪與五十溪沖積而成的平原，吸引閩南移民遷入。周頂便隨同溪尾寮庄的住戶，遷到水鹿聚集的大三鬮，以捕鹿、賣鹿產品收入再買田收租，因此致富，育周振猷、周振東等四名男子。其中的周振東，於清同治九年（1870年）中武舉之後，在今湖東村興建周振東武舉人宅。

## 建築

### 銃樓

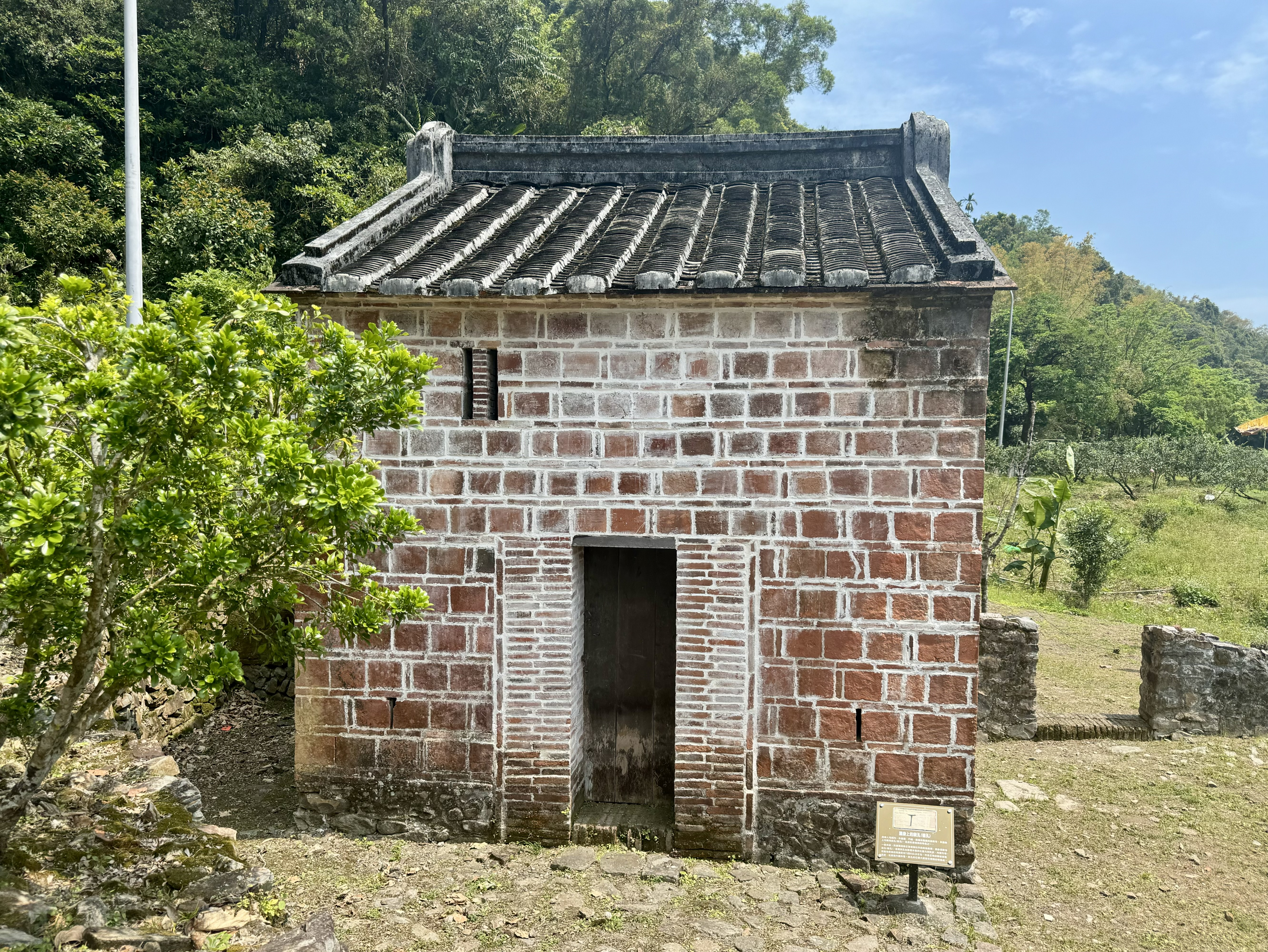
銃樓

二十世紀初前，員山通往雪山山脈的泰雅族，有出草的習俗。大湖地區靠近山區的村民便興建數座石製的銃樓，並輪流看守。像是道光三年（1832年）遷來員山鴨母寮的擺厘陳氏，特地在屋子角落構築俗稱「兔耳朵」的防禦陣地。
周振東舉人宅在防禦上，除以具銃孔的圍牆上與外圍的麻竹林共組成防禦措施外，在宅邸後方兩側各設一座連接圍牆的銃樓。之所以在背後設有銃樓，依周家後代說法是為防範山上的原住民。銃樓的工法為斗子砌以頁岩填塞，飾有長方形紅磚。僅存一間的銃樓外牆斜接縫處有道白灰漿，為原先廊道屋頂連接痕跡。內牆有桁條架設的痕跡，可知分為上下兩層。

### 主建

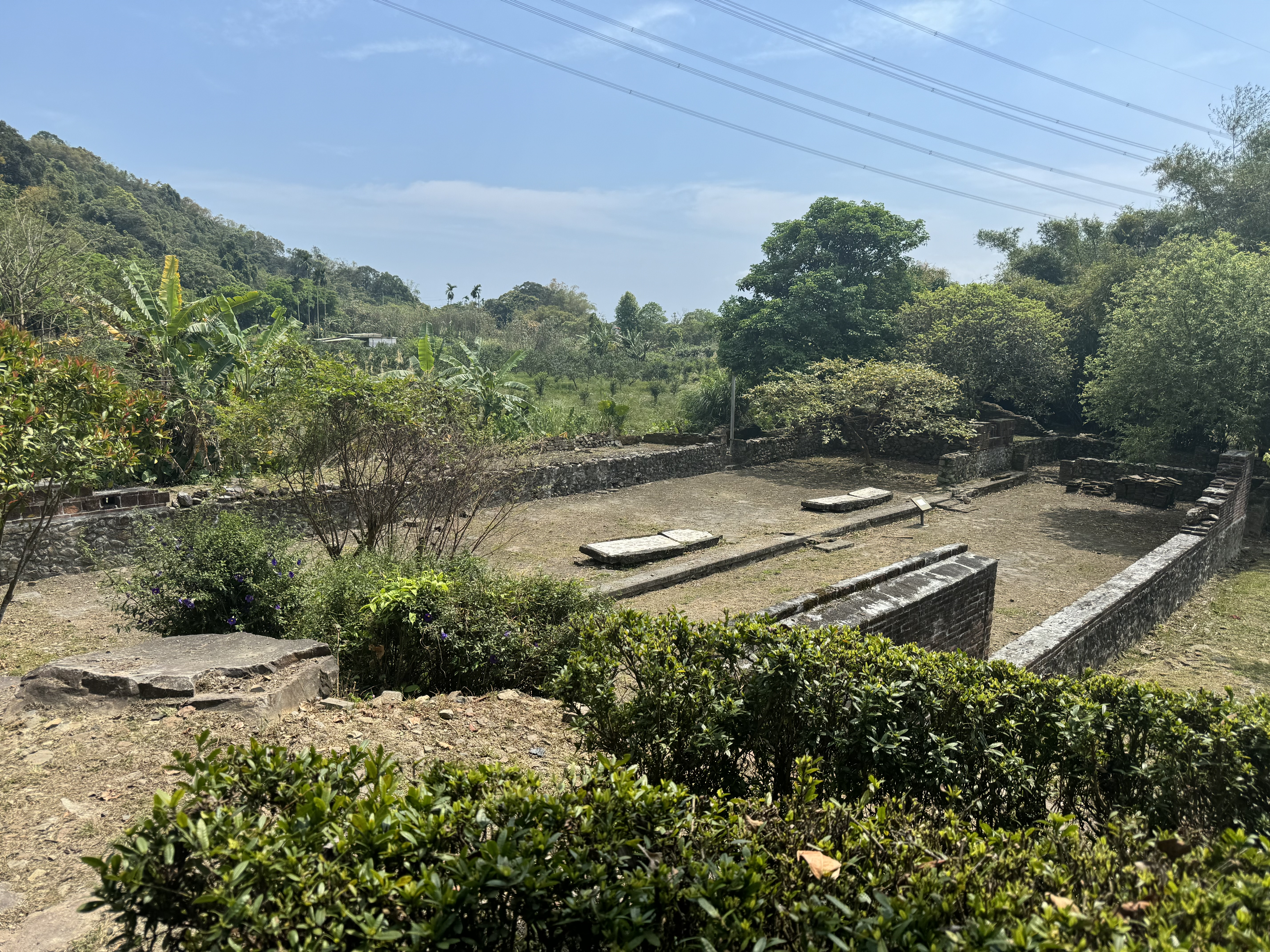
殘牆

周振東舉人宅方位背向西北，以配合背後的山勢與前方的五十溪流勢。據說此地風水名為「獅咬球」，是因後山狀似獅頭，且山上的竹林在迎風時像是如飄動的獅毛。
在建築型式上，原先是三合院型式，增築兩側護龍後成為二進一院二護的四合院，由外而內依序是門樓、外埕、門廳、內院、正廳。整體面積佔地1.5公頃。
在空間使用上，外埕可作為身為武官的周振東與家丁的訓練體能場所。第一進作為神明廳的門廳，凹壽式入口，五開間，左右次間為穀倉，內牆後側可至內院。內院用來舉行祭祀、節慶活動等活動。第二進作為公媽廳的正廳，五開間，凹壽式入口有簷廊以繫兩側護龍，左右次間及稍間為宅主及輩份較長者的起居空間。內側護龍採三開間，作為分房後小家庭各生活領域，並利用內外護龍的作供浣衣、曬衣等用途。外側護龍作為廂房、僕人居所及工作場所，不如主建築及內側護龍那樣講究。
周家對外的聯繫依賴五十溪的擺渡，亦曾在五十溪修築橋樑。但原先被視為風水條件的五十溪，日後經多次洪水改道，已變成接近周宅。早於同治二年（1863年）時，擺厘陳氏就因受不了宜蘭河上游氾濫成災，遷往今宜蘭市進士路居住。

## 荒廢

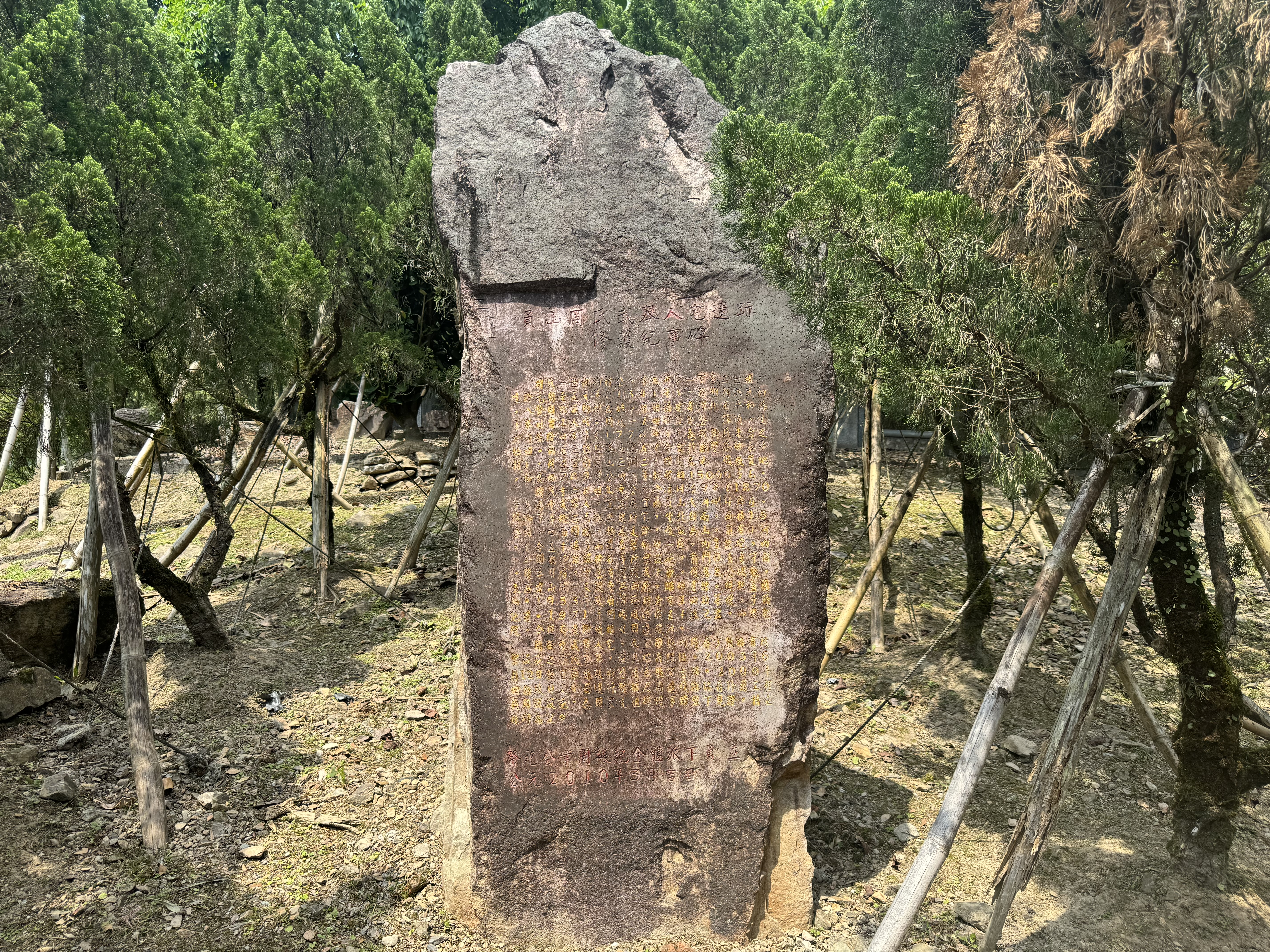
2010年修護記事碑

對於周宅荒廢原因，依周家後代周木全等人所言「周有藤吃鴉片煙敗家伙」，指周振東兒子周家儒（周有藤）染上鴉片加上放任親信導致產業虧空，之後三七五減租和耕者有其田田產流失，最後在當地耆老稱「乎大水流了了」的波密拉颱風，建物遭大水沖毀，家族外移。
年久，周宅就掩蓋在樹蔭遮蔽下荒置，外人不易發現。心道法師出家後，曾來礁溪圓明寺、莿仔崙靈山塔、和周振東舉人宅廢墟修行。
2000年6月23日，宜蘭縣府為拓寬通往縣立殯儀館的宜19線成10公尺，在員山鄉公所舉辦公聽會，獲多數地主同意。周家後代周川波向徵收單位反映，稱宜19線旁的祖宅遺跡、銃樓尚有保存價值。2002年10月11日上午，員山鄉長黃評譿、《員山百年人物誌》作者張文義、湖東村長鄭金釧在周家後代陪同下來此探勘後，認為可效仿員山結頭份大樹公協調施工單將拓寬路線稍作變更。次年，在祭祀公業周振記管理人周宏基等人的爭取下，縣府將周振東武舉人宅遺跡公告古蹟。